# Junior Reid
Delroy Reid, meglio noto come Junior Reid (Kingston, 3 giugno 1963), è un cantante reggae giamaicano, meglio conosciuto per le canzoni One Blood e Funny Man, oltre che per essere stato voce dei Black Uhuru a sostituzione di Michael Rose per un breve periodo negli anni ottanta..

## Discografia

### Da solista
Album in studio
- 1980 - One Sufferation
- 1985 - Boom-Shack-A-Lack
- 1985 - Original Foreign Mind
- 1986 - Firehouse Clash (con Don Carlos)
- 1988 - Double Top (con Cornell Campbell)
- 1989 - One Blood
- 1990 - Progress
- 1991 - Long Road
- 1991 - Big Timer
- 1994 - Visa
- 1995 - Junior Reid & The Bloods
- 1995 - Showers Of Blessings
- 1996 - Listen To The Voices
- 1997 - RAS Portraits
- 2000 - Big Timer
- 2000 - Emmanuel Calling
- 2003 - Rasta Government

Live
- 2007 - Live in Berkeley

### Con iVoice of Progress
- 1982 - Mini Bus Driver

### Con iBlack Uhuru
Album in studio
- 1986 - Brutal
- 1987 - Positive

Singoli
- 2006 - It's Okay (One Blood)

DVD
- 2007 - Live In Berkeley
- 2006 - Reggae Heroes